# Ліїнамяе
Ліїнамяе (ест. Liinamäe) — село в Естонії, входить до складу волості Орава, повіту Пилвамаа.